# 全国高等学校野球選手権愛媛大会
全国高等学校野球選手権愛媛大会（ぜんこくこうとうがっこうやきゅうせんしゅけんえひめたいかい）は、愛媛県で開催されている全国高等学校野球選手権大会の地方大会。

## 使用球場
- 松山中央公園野球場（坊っちゃんスタジアム）
- 今治市営球場
- 西条市ひうち球場
- 宇和島市営丸山球場

## 沿革
- 1916年（第2回） - 四国大会に松山中が愛媛県勢として初参加。
- 1948年（第30回） - 四国大会が廃止され香川・愛媛両県による北四国大会に参加。
- 1976年（第58回） - 北四国大会が廃止され愛媛県単独で優勝校1校が選手権大会へ出場できるようになる。
- 2018年（第100回） - タイブレーク導入。
- 2020年（第102回） - 新型コロナウイルス感染症流行により選手権大会が開催中止。独自大会として「令和2年度愛媛県高等学校夏季野球大会」が8月1日から8月9日まで参加52チームで開催された。

## 大会結果

### 1県1代表以前
愛媛大会で上位に入った高校は香川大会上位校と北四国代表1枠を争う「北四国大会」への出場権を得ていた。ただし、第40回大会以降の記念大会では1県1代表となり、愛媛大会優勝校が選手権出場権を得ていた。
| 大会（年度）         | 校数 | 1位               | 決勝戦 | 2位      | 備考                    |
| -------------------- | ---- | ----------------- | ------ | -------- | ----------------------- |
| 第30回大会（1948年） | 14   | 松山商            | 2 - 1  | 八幡浜商 | 上位2校が北四国大会出場 |
| 第31回大会（1949年） | 18   | 松山商            | 2 - 0  | 松山一   | 〃                      |
| 第32回大会（1950年） | 22   | 松山東            | 7 - 2  | 今治西   | 〃                      |
| 第33回大会（1951年） | 28   | 西条北            | 9 - 2  | 松山東   | 〃                      |
| 第34回大会（1952年） | 30   | 松山商            | 2 - 1  | 八幡浜   | 〃                      |
| 第35回大会（1953年） | 31   | 松山商            | 4 - 2  | 西条北   | 〃                      |
| 第36回大会（1954年） |      | 宇和島東          | 2 - 1  | 松山北   | 〃                      |
| 第37回大会（1955年） |      | 松山商            | 9 - 1  | 宇和島東 | 〃                      |
| 第38回大会（1956年） |      | 西条              | 3 - 2  | 松山商   | 〃                      |
| 第39回大会（1957年） |      | 松山商 西条       | なし   |          | 〃                      |
| 第40回大会（1958年） |      | 八幡浜            | 4 - 1  | 新田     | 八幡浜が全国大会出場    |
| 第41回大会（1959年） |      | 西条              | 6 - 1  | 宇和     | 上位1校が北四国大会出場 |
| 第42回大会（1960年） |      | 西条 松山商       | なし   |          | 上位2校が北四国大会出場 |
| 第43回大会（1961年） |      | 松山商 川之江     | なし   |          | 〃                      |
| 第44回大会（1962年） |      | 西条 今治西       | なし   |          | 〃                      |
| 第45回大会（1963年） |      | 今治西            | 8 - 4  | 西条     | 今治西が全国大会出場    |
| 第46回大会（1964年） |      | 今治南 今治西     | なし   |          | 上位2校が北四国大会出場 |
| 第47回大会（1965年） |      | 松山商 今治西     | なし   |          | 〃                      |
| 第48回大会（1966年） |      | 松山商 宇和島東   | なし   |          | 〃                      |
| 第49回大会（1967年） |      | 今治南 松山商     | なし   |          | 〃                      |
| 第50回大会（1968年） |      | 松山商            | 3 - 2  | 南宇和   | 松山商が全国大会出場    |
| 第51回大会（1969年） |      | 松山商 今治西     | なし   |          | 上位2校が北四国大会出場 |
| 第52回大会（1970年） |      | 新田 西条         | なし   |          | 〃                      |
| 第53回大会（1971年） |      | 今治西 八幡浜     | なし   |          | 〃                      |
| 第54回大会（1972年） |      | 今治西 松山商     | なし   |          | 〃                      |
| 第55回大会（1973年） |      | 今治西            | 1 - 0  | 西条     | 今治西が全国大会出場    |
| 第56回大会（1974年） |      | 新居浜商 帝京第五 | なし   |          | 上位2校が北四国大会出場 |
| 第57回大会（1975年） |      | 新居浜商 西条     | なし   |          | 〃                      |

### 1県1代表後
| 大会（年度）          | 校数 | 優勝校     | 決勝スコア | 準優勝校   | 備考       |
| --------------------- | ---- | ---------- | ---------- | ---------- | ---------- |
| 第58回大会（1976年）  |      | 今治西     | 1 - 0      | 新居浜商   |            |
| 第59回大会（1977年）  |      | 今治西     | 6 - 0      | 新居浜商   |            |
| 第60回大会（1978年）  |      | 松山商     | 3 - 0      | 今治西     |            |
| 第61回大会（1979年）  |      | 新居浜商   | 5 - 4      | 松山商     |            |
| 第62回大会（1980年）  |      | 南宇和     | 7 - 0      | 帝京第五   |            |
| 第63回大会（1981年）  |      | 今治西     | 4 - 1      | 帝京第五   |            |
| 第64回大会（1982年）  |      | 川之江     | 3 - 0      | 今治西     |            |
| 第65回大会（1983年）  |      | 川之江     | 7 - 4      | 川之石     |            |
| 第66回大会（1984年）  |      | 松山商     | 18 - 2     | 宇和島東   |            |
| 第67回大会（1985年）  |      | 川之江     | 9 - 3      | 西条       |            |
| 第68回大会（1986年）  |      | 松山商     | 6 - 0      | 宇和島東   |            |
| 第69回大会（1987年）  |      | 宇和島東   | 5 - 1      | 三島       |            |
| 第70回大会（1988年）  |      | 松山商     | 10 - 0     | 八幡浜工   |            |
| 第71回大会（1989年）  |      | 宇和島東   | 10 - 1     | 新田       |            |
| 第72回大会（1990年）  |      | 松山商     | 9 - 8      | 新田       | 延長11回   |
| 第73回大会（1991年）  |      | 川之江     | 3 - 2      | 今治西     |            |
| 第74回大会（1992年）  |      | 西条       | 10 - 6     | 松山商     |            |
| 第75回大会（1993年）  |      | 宇和島東   | 5 - 3      | 今治西     |            |
| 第76回大会（1994年）  |      | 宇和島東   | 9 - 6      | 西条       |            |
| 第77回大会（1995年）  |      | 松山商     | 3 - 1      | 丹原       |            |
| 第78回大会（1996年）  |      | 松山商     | 4 - 2      | 帝京第五   |            |
| 第79回大会（1997年）  |      | 宇和島東   | 12 - 4     | 今治西     |            |
| 第80回大会（1998年）  |      | 宇和島東   | 5x - 4     | 今治西     | 延長12回   |
| 第81回大会（1999年）  |      | 宇和島東   | 10 - 5     | 西条       |            |
| 第82回大会（2000年）  |      | 丹原       | 13 - 6     | 今治西     |            |
| 第83回大会（2001年）  | 61   | 松山商     | 7 - 6      | 宇和島東   |            |
| 第84回大会（2002年）  | 62   | 川之江     | 7 - 2      | 松山聖陵   |            |
| 第85回大会（2003年）  | 62   | 今治西     | 16 - 4     | 宇和島東   |            |
| 第86回大会（2004年）  | 63   | 済美       | 4 - 2      | 新田       |            |
| 第87回大会（2005年）  | 62   | 済美       | 4x - 3     | 西条       | 延長10回   |
| 第88回大会（2006年）  | 64   | 今治西     | 11 - 2     | 今治北     |            |
| 第89回大会（2007年）  | 63   | 今治西     | 3 - 1      | 済美       | 延長11回   |
| 第90回大会（2008年）  | 61   | 済美       | 15 - 1     | 帝京第五   |            |
| 第91回大会（2009年）  | 60   | 西条       | 13 - 2     | 済美       |            |
| 第92回大会（2010年）  | 59   | 宇和島東   | 3x - 2     | 済美       |            |
| 第93回大会（2011年）  | 59   | 今治西     | 3 - 1      | 新田       |            |
| 第94回大会（2012年）  | 59   | 今治西     | 6 - 3      | 川之江     |            |
| 第95回大会（2013年）  | 59   | 済美       | 5 - 2      | 今治西     |            |
| 第96回大会（2014年）  | 59   | 小松       | 10 - 1     | 松山東     |            |
| 第97回大会（2015年）  | 58   | 今治西     | 4 - 3      | 小松       |            |
| 第98回大会（2016年）  | 60   | 松山聖陵   | 3 - 2      | 新田       |            |
| 第99回大会（2017年）  | 60   | 済美       | 10 - 3     | 帝京第五   |            |
| 第100回大会（2018年） | 59   | 済美       | 8 - 2      | 新田       |            |
| 第101回大会（2019年） | 58   | 宇和島東   | 7 - 3      | 松山聖陵   |            |
| 独自大会（2020年）    | 52   | 松山聖陵   | 13 - 5     | 宇和島東   |            |
| 第103回大会（2021年） | 56   | 新田       | 12 - 2     | 聖カタリナ |            |
| 第104回大会（2022年） | 54   | 帝京第五   | 6 - 4      | 新田       |            |
| 第105回大会（2023年） | 50   | 川之江     | 5x - 4     | 今治西     | 延長10回TB |
| 第106回大会（2024年） | 48   | 聖カタリナ | 7 - 6      | 西条       |            |
| 第107回大会（2025年） | 49   | 済美       | 4x - 3     | 松山商     | 延長10回TB |

- 校数は複数校で構成される連合チームを1校とする

## 放送体制

### テレビ
- 愛媛朝日テレビ（1回戦から決勝まで中継）
- NHK松山放送局（準決勝から中継）
- 今治CATV（2013年は今治市営球場、2014年は西条市ひうち球場の3回戦までの全試合、2015年は今治の1回戦と西条の2・3回戦の全試合を生中継する。2012年までは中継対象を今治市内の学校に限定、今治で行われる対象校の試合のみ生中継していた。）
- ハートネットワーク（今治市営球場と西条市ひうち球場の試合を生中継、坊っちゃんスタジアムで行われる新居浜・西条勢の全試合を録画放送）

今治・ひうちの試合は、今治シーエーティーブィ・四国中央テレビ・ハートネットワークの3社共同制作、坊っちゃんスタジアム・丸山は愛媛朝日テレビ等の協力の元、「バーチャル高校野球」で県大会の全試合を配信 。

### ラジオ
- 南海放送（準決勝から中継）
- NHK松山放送局（準々決勝から中継）